# Kenny Omega
Tyson Smith (16. října 1983), známý jako Kenny Omega, je profesionální zápasník kanadského původu. Pracuje ve společnosti All Elite Wrestling (AEW), kde je také výkonným viceprezidentem.
Před odchodem do AEW v roce 2019 působil v New Japan Pro-Wrestling (NJPW), a to v letech 2014 až 2019. Ve společnosti vyhrál několik hlavních titulů. Během kariéry také vystupoval na nezávislé scéně po celém světě, včetně DDT Pro-Wrestling, Jersey All Pro Wrestling a Pro Wrestling Guerrilla a i ve známějších společnostech, jako jsou Ring of Honor, Impact Wrestling a Lucha Libre AAA Worldwide. 
Patří k nejlepším wrestlerům na světě, v roce 2017 byl jmenován zápasníkem roku časopisem Sports Illustrated a v následujícím roce ovládl seznam 500 nejlepších mužských zápasníků časopisu Pro Wrestling Illustrated. Třikrát získal ocenění Match of the Year. V roce 2020 byl uveden do Síně slávy Wrestling Observer Newsletter.

## Osobní život
Vyhýbá se užívání alkoholu a drog. Od roku 2018 trpí závratí.
Mluví plynně japonsky. V srpnu 2018 žil v Kacušice v Tokiu. Vždy se mu japonská kultura líbila. V roce 2016 uvedl, že není ve vztahu, protože se chce naplno věnovat wrestlingu.
Na platformě Twitch streamuje pod přezdívkou thecleanerscorner.

## Smíšená bojová umění
| Výsledek | Rekord | Oponent         | Metoda     | Event                          | Datum             | Kolo | Čas  | Místo konání                |
| -------- | ------ | --------------- | ---------- | ------------------------------ | ----------------- | ---- | ---- | --------------------------- |
| Prohra   | 4–3    | Brett Jensen    | Submission | UCE: Round 32 - Episode 2      | 18. července 2008 | 1    | 0:42 | Salt Lake City, Utah, USA   |
| Prohra   | 4–2    | Travis Fulton   | TKO        | CVFA: Return of the Champions  | 28. dubna 2007    | 1    | 1:24 | Iowa, USA                   |
| Výhra    | 4–1    | Clayton Swanson | KO         | Whiskey Junction Beatdown 8    | 22. února 2007    | 1    | 0:42 | Minneapolis, Minnesota, USA |
| Výhra    | 3–1    | Larry Zykstra   | Submission | Whiskey Junction Beatdown 4    | 8. února 2007     | 1    | 1:43 | Minneapolis, Minnesota, USA |
| Výhra    | 2–1    | Jeremy Homan    | TKO        | Whiskey Junction Beatdown 3    | 1. února 2007     | 1    | 0:24 | Minneapolis, Minnesota, USA |
| Výhra    | 1–1    | Mark Cantrell   | TKO        | Whiskey Junction Beatdown 3    | 1. února 2007     | 1    | 1:43 | Minneapolis, Minnesota, USA |
| Prohra   | 0–1    | Dan Severn      | Submission | Action Wrestling Entertainment | 5. října 2005     | 1    | 4:12 | Kanada                      |

zdroj: 

## Úspěchy
- 4 Front Wrestling
  - 4FW Junior Heavyweight Championship (1x)
- All Elite Wrestling
  - AEW World Championship (1x)
  - AEW World Tag Team Championship (1x) – s Adamem Pagem
  - AEW World Trios Championship (2x) – s The Young Bucks
  - First AEW Triple Crown Champion
  - AEW World Championship Eliminator Tournament (2020)
  - AEW World Trios Championship Tournament (2022) – s The Young Bucks
  - AEW Dynamite Awards (3x)
    - Bleacher Report PPV Moment of the Year (2021) s The Elite vs. The Inner Circle v Double or Nothing
    - Biggest WTF Moment (2021) – winning the AEW World Championship and walking out of AEW at Winter Is Coming
    - Wrestler of the Year (2022)
- All Japan Pro Wrestling
  - World Junior Heavyweight Championship (1x)
- Canadian Wrestling's Elite
  - CWE Tag Team Championship (1x) – s Dannym Dugganem
- Canadian Wrestling Federation
  - CWF Heavyweight Championship (1x)
- CBS Sports
  - Match of the Year (2018) vs. Kazuchika Okada on Dominion 6.9 in Osaka-jo Hall
- DDT Pro-Wrestling
  - DDT Extreme Championship (1x)
  - KO-D 6-Man Tag Team Championship (2x) – s Gota Ihashim a Kota Ibushim (1), a Daisukem Sasakim a Kota Ibushim (1)
  - KO-D Openweight Championship (1x)
  - KO-D Tag Team Championship (3x) – s Kota Ibushim (2) a Michaelem Nakazawou (1)
  - Sea of Japan 6-Person Tag Team Championship (1x) – s Mr. #6 a Riho
  - King of DDT Tournament (2012)
  - Best Match Award (2012) vs. Kota Ibushi on August 18
- ESPN
  - Match of the Year (2023) (shared with Will Ospreay in a tie between their matches at Wrestle Kingdom 17 and Forbidden Door)
- Impact Wrestling
  - Impact World Championship (1x)
- Japan Indie Awards
  - Best Bout Award (2008) vs. Kota Ibushi at Beer Garden Pro Wrestling
  - Best Bout Award (2012) vs. Kota Ibushi at Budokan Peter Pan
  - Best Bout Award (2014) with Kota Ibushi vs. Konosuke Takeshita and Tetsuya Endo at Dramatic General Election
- Jersey All Pro Wrestling
  - JAPW Heavyweight Championship (1x)
  - JAPW Light Heavyweight Championship (1x)
- Lucha Libre AAA Worldwide
  - AAA Mega Championship (1x)
- New Japan Pro-Wrestling
  - IWGP Heavyweight Championship (1x)
  - IWGP Intercontinental Championship (1x)
  - IWGP Junior Heavyweight Championship (2x)
  - IWGP Junior Heavyweight Tag Team Championship (1x) – s Kota Ibushim
  - IWGP United States Heavyweight Championship (2x)
  - NEVER Openweight 6-Man Tag Team Championship (2x) – s The Young Bucks
  - G1 Climax (2016)
  - IWGP United States Championship Tournament (2017)
  - New Japan Pro-Wrestling Best Bout (2016) vs. Tetsuya Naito at G1 Climax 26
  - New Japan Pro-Wrestling Best Bout (2017) vs. Kazuchika Okada at Dominion 6.11 in Osaka-jo Hall
  - New Japan Pro-Wrestling MVP (2017)
- New York Post
  - Match of the Year (2023) vs. Will Ospreay at Wrestle Kingdom 17
- Nikkan Sports
  - Match of the Year Award (2016) vs. Tetsuya Naito at G1 Climax 26
  - Match of the Year Award (2017) vs. Kazuchika Okada at Wrestle Kingdom 11
  - Match of the Year Award (2018) vs. Kazuchika Okada at Dominion 6.9 in Osaka-jo Hall
  - Match of the Year Award (2023) vs. Will Ospreay at Wrestle Kingdom 17
  - Best Tag Team Award (2010) with Kota Ibushi
- Premier Championship Wrestling
  - NWA Canadian X-Division Championship (1x)
  - PCW Heavyweight Championship (4x)
  - PCW Tag Team Championship (2x) – s Rawskillzem (1) a Chrisem Stevensem (1)
  - Premier Cup (2005, 2007)
- Pro Wrestling Guerrilla
  - PWG World Championship (1x)
  - Battle of Los Angeles (2009)
- Pro Wrestling Illustrated
  - Ranked No. 1 of the top 500 male singles wrestlers in the PWI 500 in 2018 and 2021
  - Ranked No. 2 of the top 50 tag teams in the PWI Tag Team 50 in 2020 with Adam Page
  - Feud of the Decade (2010s) vs. Kazuchika Okada
  - Feud of the Year (2017) vs. Kazuchika Okada
  - Match of the Year (2017) vs. Kazuchika Okada at Wrestle Kingdom 11
  - Match of the Year (2018) vs. Kazuchika Okada at Dominion 6.9 in Osaka-jo Hall
  - Match of the Year (2020) with Adam Page vs. The Young Bucks at Revolution
  - Wrestler of the Year (2021)
- Ring of Honor
  - ROH Year-End Award (1x)
    - Feud of the Year (2018) vs. Cody
- SoCal Uncensored
  - Match of the Year (2017) vs. Tomohiro Ishii at G1 Special in USA
  - Match of the Year (2018) with Kota Ibushi vs. The Young Bucks at Strong Style Evolved
- Sports Illustrated
  - Wrestler of the Year (2017)
- Tokyo Sports
  - Best Bout Award (2010) with Kota Ibushi vs. Prince Devitt and Ryusuke Taguchi at Destruction '10
  - Best Bout Award (2017) vs. Kazuchika Okada at Wrestle Kingdom 11
  - Best Bout Award (2018) vs. Kazuchika Okada at Dominion 6.9 in Osaka-jo Hall
  - Technique Award (2016)
- Weekly Pro Wrestling
  - Best Bout Award (2010) with Kota Ibushi vs. Prince Devitt and Ryusuke Taguchi at Destruction '10
  - Best Bout Award (2016) vs. Tetsuya Naito at G1 Climax 26
  - Best Bout Award (2017) vs. Kazuchika Okada at Wrestle Kingdom 11
  - Best Foreigner Award (2016–2018)
  - Best Tag Team Award (2010) with Kota Ibushi
- Wrestling Observer Newsletter
  - Wrestling Observer Newsletter Hall of Fame (Class of 2020)
  - Best Wrestling Maneuver (2016–2018, 2020) One-Winged Angel
  - Feud of the Year (2017) vs. Kazuchika Okada
  - Feud of the Year (2021) vs. Adam Page
  - Japan MVP (2018)
  - Most Outstanding Wrestler (2018, 2020)
  - Pro Wrestling Match of the Year (2017) vs. Kazuchika Okada at Wrestle Kingdom 11
  - Pro Wrestling Match of the Year (2018) vs. Kazuchika Okada at Dominion 6.9 in Osaka-jo Hall
  - Pro Wrestling Match of the Year (2020) with Adam Page vs. The Young Bucks at Revolution
  - Pro Wrestling Match of the Year (2023) vs. Will Ospreay at Wrestle Kingdom 17
  - United States/Canada MVP (2021)
  - Wrestler of the Year (2018, 2021)